# Resolução 121 do Conselho de Segurança das Nações Unidas
Resolução 121 do Conselho de Segurança das Nações Unidas, foi aprovada em 12 de dezembro de 1956, após análise do pedido do Japão para ser membro da Organização das Nações Unidas, o Conselho recomendou à Assembleia Geral que o Japão deve ser admitido.
Foi aprovada por unanimidade.